# Philodendron smithii
Philodendron smithii är en kallaväxtart som beskrevs av Adolf Engler. Philodendron smithii ingår i släktet Philodendron och familjen kallaväxter. Inga underarter finns listade.